# Mojados (kommunhuvudort)
Mojados är en kommunhuvudort i Spanien.   Den ligger i provinsen Provincia de Valladolid och regionen Kastilien och Leon, i den centrala delen av landet, 140 km nordväst om huvudstaden Madrid. Mojados ligger 718 meter över havet och antalet invånare är 3 054.
Terrängen runt Mojados är platt. Runt Mojados är det glesbefolkat, med 19 invånare per kvadratkilometer. Närmaste större samhälle är Laguna de Duero, 17,3 km norr om Mojados. Trakten runt Mojados består till största delen av jordbruksmark.